# أنيتا تومسون ديكنسون رينولدز
أنيتا تومسون ديكنسون رينولدز (بالإنجليزية: Anita Thompson Dickinson Reynolds) هي عارضة وممثلة أمريكية، ولدت في 1900، وتوفيت في 1980.

## وصلات خارجية
- أنيتا تومسون ديكنسون رينولدز على موقع IMDb (الإنجليزية)